# Кузьмин, Дмитрий Сергеевич
Дми́трий Серге́евич Кузьми́н (род. 19 мая 1966, Ставрополь, Ставропольский край, РСФСР, СССР) — российский и французский политический деятель. Председатель общеевропейской партии «Любовь» с 15 апреля 2017 года. Глава города Ставрополя с 21 сентября 2003 по 16 июля 2008

## Биография
Родился 19 мая 1966 в Ставрополе.
В 1991 году Кузьмин окончил энергетический факультет Ставропольского государственного политехнического института. Тогда же он получил образование во Всесоюзном заочном институте патентоведения.  Учёбу в вузе Кузьмин совмещал с работой в должности инженера в управлении художественных промыслов исполкома Ставропольского краевого совета. В конце 1980-х годов он работал в видеопрокате наёмным сотрудником.
В 1988 году начал заниматься предпринимательской деятельностью.
В 1990 году, за год до окончания вуза, Кузьмин был избран вице-президентом, сопредседателем биржевого комитета Ставропольской товарной биржи.
В 1992 году вошёл в состав совета директоров объединения «Ставропольснаб».
В 1993—1997 годах Кузьмин занимал пост председателя совета директоров ОАО «Ставропольский инструментальный завод». За время его руководства предприятию удалось рассчитаться с долгами и увеличить темпы производства. В тот же период, с 1993 года, Кузьмин являлся председателем совета директоров завода № 411 гражданской авиации, а также занимал должность заместителя генерального директора ОАО «Кондитер Ставрополья».
В декабре 1997 года Кузьмин как заместитель генерального директора ОАО «Кондитер Ставрополья» впервые был избран депутатом Госдумы Ставропольского края. В краевой думе он возглавлял комитет по вопросам законодательства и местного самоуправления. Депутат Кузьмин выступал за отмену депутатской неприкосновенности, упорядочения и гласности процедуры назначения судей.
В 1999 году Кузьмин окончил Ставропольский государственный университет, получив диплом юриста.
В 2000 году учредил благотворительный общественный фонд Дмитрия Кузьмина, оказавший в июне 2002 года помощь жителям станицы Барсуковской и других населённых пунктов края, пострадавшим от наводнения на юге России.
В 2001 году повторно избран депутатом Государственной думы Ставропольского края III созыва на 2001—2006 год.
В 2001 году Кузьмин возглавил ставропольское краевое отделение Народной партии России, которая в 2007 году вошла в состав партии «Справедливая Россия».
2002, сентябрь — Ставропольская городская дума избрала Кузьмина главой администрации Ставрополя.
23 декабря 2006 года Кузьмин возглавил краевое отделение партии «Справедливая Россия».

### За рубежом
3 декабря 2007 года покинул территорию Российской Федерации и попросил убежище в Австрии. В 2008 году в России на Кузьмина возбудили уголовные дела, в том числе за клевету на губернатора Александра Черногорова. В 2009 году было принято решение о его принудительной экстрадиции Кузьмина, но Верховный суд Вены отменил постановление. В 2014 году Кузьмин обратился в Интерпол с просьбой признать незаконным международный ордер на его арест. В 2015 году его прошение было удовлетворено.
27 ноября 2007 возбуждено уголовное дело в отношении депутата Бондаренко Е. В. (исполнительный директор благотворительного фонда «Дмитрия Кузьмина»).
7 марта 2008 Избирательная комиссия Ставропольского края потребовала признать незаконными и недействительными результаты голосования на выборах депутатов в Государственную Думу Ставропольского края от 11 марта 2007 года в части избрания всех депутатов в Государственную Думу списка Кузьмина.
15 апреля 2017 Кузьмин зарегистрировал Общеевропейскую партию ЛЮБОВЬ в городе Париже, Франция.
В 2018 году Кузьмин переехал в Дюссельдорф (Германия)
В мае 2019 года Кузьмин принимает участие в выборах в Европарламент, но его партия набрала 0,1% голосов и не прошла в Европарламент. На 2024 год Кузьмин планирует открыть филиалы партии в Греции, Польше, Латвии и на Кипре.